# Vlasenica
Vlasenica (cyr. Власеница) – miasto w Bośni i Hercegowinie, w Republice Serbskiej, siedziba gminy Vlasenica. W 2013 roku liczyło 6228 mieszkańców.